# Deșertul Baja California
Deșertul Baja California este un deșert situat în peninsula California din Mexic. Această ecoregiune include diferite habitate, cum ar fi munții, câmpiile, precum și dune. Acest deșert este unul dintre cele mai mari și mai bine conservate din Mexic, și, din cauza izolării sale, este mediul vital al multor specii rare. 

## Geografie
Ecoregiunea are o suprafață de 77.700 km² și ocupă cea mai mare parte a vestului peninsulei, care este delimitat la vest de Oceanul Pacific și la est de munții Peninsular Ranges. La nord de latitudinea de 30 ° Baja California se învecinează cu pădurile californiene de tip subtropical.
Clima este uscată și subtropicală. Deși cad relativ puține precipitații, Oceanul Pacific oferă puțin mai multă umiditate și temperaturi mai moderate comparativ cu Deșertul Sonora, care se află la est.